# متحف الفنون الإسلامية والتركية

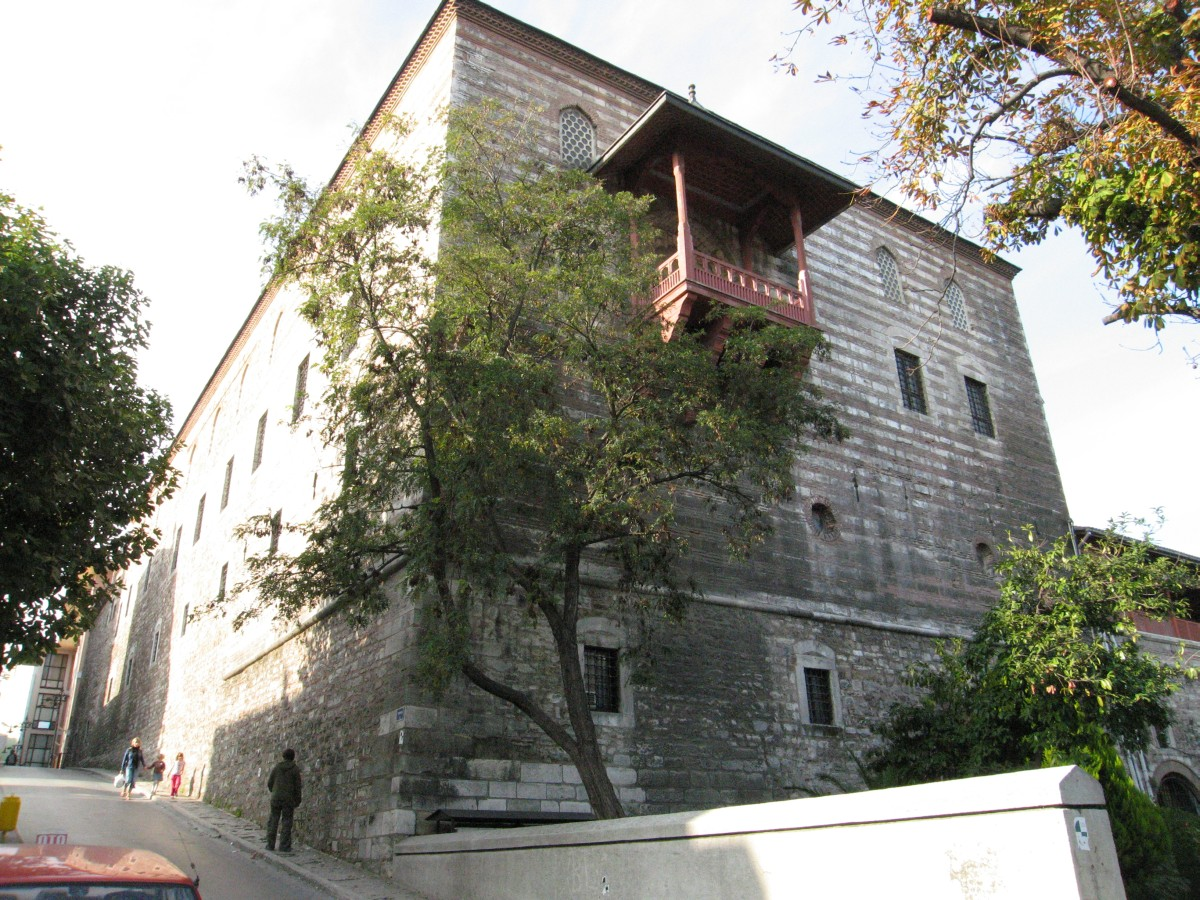
المتحف

يقع متحف الفنون التركية والإسلامية في ميدان السلطان أحمد في حي الفاتح في إسطنبول بتركيا.
بُني المتحف سنة 1524 م، وكان في الأصل قصراً لإبراهيم باشا الفرنجي، الذي كان أول صدر أعظم يعينه السلطان سليمان القانوني، وزوج أخت السلطان خديجة خاتون
تضم تشكيلة المعروضات في المتحف أمثلة بارزة عن فن الخط العربي والسجاد، وعرضًا للأعراق البشرية والحضارات المختلفة بتركيا. وهذه العروض هي إعادة إحياء غرف الأسر القديمة بتركيا ونمط حياتهم من أزمنة ومناطق مختلفة.

## وصلات خارجية
- http://www.kultur.gov.tr/EN/BelgeGoster.aspx?17A16AE30572D313679A66406202CCB0C50878E3407BD0BB
- http://www.pbase.com/dosseman/turkveislameserleri
- http://www.antstores.com/The_Museum_of_Turkish_and_Islamic_Arts_p/lgt-eng-298.htm نسخة محفوظة 5 يوليو 2009 على موقع واي باك مشين.